# Asocjacja CHARGE

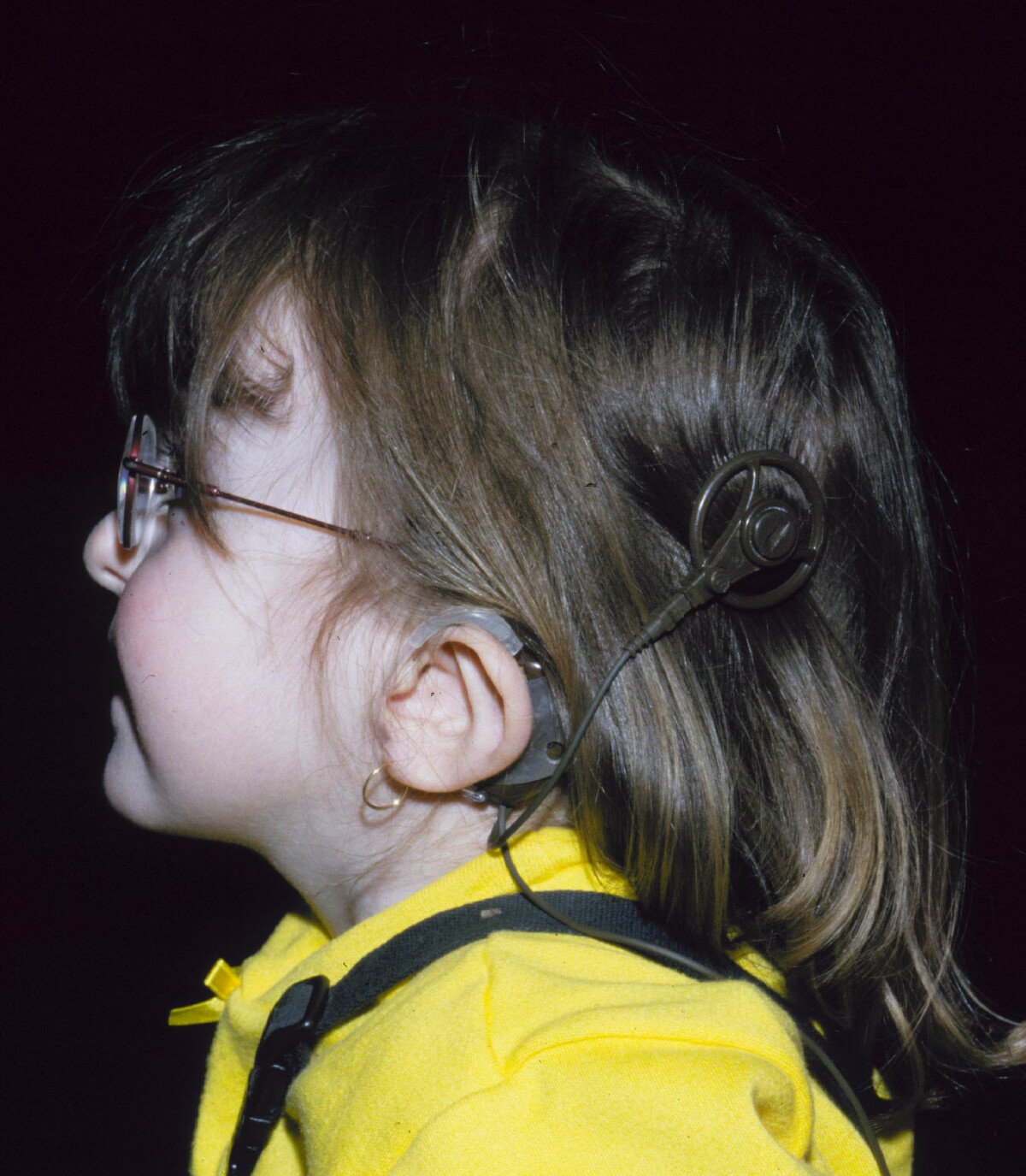
Zdjęcie z profilu dziewczynki z asocjacją CHARGE; można zauważyć nieprawidłową budowę małżowiny usznej i implant ślimakowy

Asocjacja CHARGE (zespół CHARGE, zespół Halla-Hittnera, ang. CHARGE association, CHARGE syndrome) – skojarzenie wad wrodzonych. CHARGE jest akronimem pochodzącym od angielskich nazw możliwych wad w tej asocjacji i oznacza:
- C - coloboma albo wady ośrodkowego układu nerwowego (central nervous system)
- H - wady serca (heart defects)
- A - atrezja nozdrzy tylnych (choanal atresia)
- R - zahamowanie wzrostu i rozwoju psychoruchowego (retardation of growth and development)
- G - wady układu moczowo-płciowego (genitourinary defects)
- E - wady uszu i (lub) głuchota (ear anomalies).

## Objawy i przebieg
Kryteria rozpoznania asocjacji CHARGE:
Kryteria główne ("4C")
1. Koloboma (coloboma) tęczówki, siatkówki, naczyniówki, tarczy nerwu wzrokowego, mikroftalmia
2. Atrezja nozdrzy tylnych (choanal atresia) / rozszczep podniebienia (cleft palate)
3. Wady nerwów czaszkowych (anomalie drogi węchowej, porażenie nerwu twarzowego, jedno- lub obustronne, głuchota czuciowo-nerwowa, niewydolność podniebienno-gardłowa, dysfagia)
4. Charakterystyczne anomalie ucha zewnętrznego i środkowego: mikrocja, malformacje kosteczek słuchowych, głuchota mieszana, dysplazja Mondiniego - (wady ślimaka i (lub) kanałów półkolistych)

Kryteria mniejsze:
1. Malformacje sercowo-naczyniowe (zwłaszcza wady stożka tętniczego, np. tetralogia Fallota, wady łuku aorty)
2. Hipoplazja narządów płciowych zewnętrznych
3. Opóźnione i niedokonane pokwitanie
4. Rozszczep wargi i (lub) podniebienia
5. Przetoka tchawiczo-przełykowa
6. Charakterystyczne cechy dysmorficzne twarzy
7. Niedobór wzrostu
8. Opóźnienie rozwoju psychoruchowego

Kryteria dodatkowe:
1. Wady nerek (zdwojenie układu kielichowo-miedniczkowego, refluks pęcherzowo-moczowodowy)
2. Wady kręgosłupa
3. Wady kości ręki (klinodaktylia 5. palca, kamptodaktylia, pseudosyndaktylia)
4. Wady szyi i obręczy barkowej (deformacja Sprengla, kifoza)